# Liana (Vorname)
Liana ist ein weiblicher Vorname.

## Herkunft
Liana oder auch Liyana ist eine Kurzform des Namens Juliane bzw. Juliana. 

## Bekannte Namensträgerinnen
- Liana Aghabekjan (* 1986), armenische Schachspielerin
- Liana Alexandra (1947–2011), rumänische Komponistin und Musikpädagogin
- Liana Bertók (* 1959, geborene Liana Vicol), deutsche Pianistin und Komponistin rumänischer Abstammung
- Liana Drahová (* 1953), ehemalige slowakische Eiskunstläuferin
- Liana Dumitrescu (1973–2011), rumänische Politikerin
- Liana Issakadse (1946–2024), georgische Violinistin
- Liana Liberato (* 1995), US-amerikanische Schauspielerin
- Liana Manukyan (* 1988), ehemalige armenische Gewichtheberin
- Liana Mesa Luaces (* 1977), kubanische Volleyballspielerin
- Liana Messere (* 1989), schweizerisch-italienische Unihockeyspielerin
- Liana Mihuț (* um 1959), rumänische Tischtennisspielerin
- Liana Millu (1914–2005), italienische Schriftstellerin und Überlebende des Holocaust
- Liana Orfei (* 1937), italienische Schauspielerin und Zirkuskünstlerin
- Liana Póňová (* 1996), slowakische Fußballspielerin
- Liana Ruokytė Jonsson (* 1966), litauische Kulturdiplomatin und Politikerin
- Liana Ungur (* 1985), ehemalige rumänische Tennisspielerin